# António Chora
António Augusto Jordão Chora (Montemor-o-Novo, 15 de Outubro de 1954) é um sindicalista e político português.

## Biografia
Foi coordenador da Comissão de Trabalhadores da Volkswagen AutoEuropa durante 20 anos e deputado da Assembleia Municipal da Moita desde o 25 de Abril.
Começou a trabalhar como operário aos 14 anos de idade, tendo mais tarde sido sucessivamente eleito coordenador da CT da fábrica automóvel em Palmela da multinacional Volkswagen, funções que viria a abandonar quando deixou a empresa, em janeiro de 2017. A fábrica é responsável por 0,8 % do PIB e 10% das exportações nacionais, e emprega mais de 3000 trabalhadores.
Foi deputado da Assembleia da República pelo Bloco de Esquerda em 2006, substituindo temporariamente o historiador Fernando Rosas.
Como deputado integrou a Comissão de Defesa Nacional, a Comissão de Assuntos Económicos, Inovação e Desenvolvimento Regional e a Comissão de Trabalho, Segurança Social e Administração Pública, e ainda o Grupo de Trabalho de Audiências.
Integrou a lista do Bloco de Esquerda às eleições europeias de 2014.